# 棕绯蛛
棕绯蛛（学名：Phlegra fuscipes）为跳蛛科绯蛛属的动物。分布于欧洲、西伯利亚以及中国大陆的内蒙古、吉林等地。该物种的模式产地在欧洲。